# Петалия
Петали́я, Петали́йский зали́в, Петальо́н (греч. Κόλπος Πεταλιών) — залив Эгейского моря на юго-востоке Греции к северу от Макронисоса. Омывает восточное побережье Аттики и западное побережье южной части острова Эвбеи. На севере переходит в залив Нотиос-Эввоикос.
В восточной части залива у побережья Эвбеи находятся острова Петалия. На побережье Аттики находится порт Рафина.